# François Corteggiani
François Corteggiani (Nice, 21 september 1953 – Carpentras, 21 september 2022) was een Frans stripauteur.

## Biografie
In 1972 werkte Corteggiani als reclametekenaar. In 1974 werd hij actief in de stripwereld met onder meer Mucheroum en vanaf 1978 Pif le Chien in de stripbladen Spirou en Pif Gadget. Voor Pif le Chien was hij in eerste instantie een van de tekenaars, later legde hij zich meer toe op de scenario's.
In 1979 was het begin van een lange samenwerking met Pierre Tranchand, waarmee hij onder meer Chafouin et Baluchon creëerde over twee katten die door de wereldgeschiedenis reizen, Bastos et Zakouski, dat in Rusland speelt aan het einde van de 19e eeuw, de piratendochter Marine en de komische westernreeks Smith et Weston.
Ook Giorgio Cavazzano was een tekenaar waar Corteggiani veel scenario's voor schreef, zoals bijvoorbeeld voor Silas Finn. Hij bedacht ook een aantal komische verhalen voor Philippe Bercovici, zoals Robinson et Zoé en Testar le Robot.
Vanaf 1984 was Corteggiani een van de schrijvers voor de Disney-verhalen in Le Journal de Mickey op de Franse en Deense markt, waarvoor hij al meer dan 1500 verhalen en gags schreef. Zijn verhalen werden onder meer door Claude Marin en Daan Jippes getekend.
Vanaf 1985 was Corteggiani ook actief in de realistische strips. In 1990 mocht hij bijvoorbeeld na het overlijden van Jean-Michel Charlier de scenario's verzorgen van De jonge jaren van Blueberry. Tussen 1998 en 2004 werkte hij aan Tatiana K. getekend door Félix Meynet en Emanuele Barison.
Tussen 2004 en 2008 was Corteggiani hoofdredacteur van het opnieuw uitgebrachte stripblad Pif Gadget. Hij bedacht hiervoor nieuwe reeksen, waarbij hij signeerde onder het pseudoniem Pugnol. Hij hield zich ook bezig met het schrijven van verhalen voor klassieke reeksen, zoals Snoesje in 2009 (Traquenard à Saint-Florentin, getekend door André Taymans) en Alex in 2012 (De schaduw van Sarapis, getekend door Mathieu Barthélémy en Marco Venanzi). Vanaf 2015 tot aan zijn dood verzorgde Corteggiani ook verhalen voor Lefranc: Operatie Antarctica (2015), Het principe van Heisenberg (2017), Rode maan (2019), De rechtvaardige rechters (2021) en De weg naar Los Angeles (2023). Deze verhalen werden getekend door Christophe Alvès.
In het najaar van 2020 verscheen De sonometer in de reeks Suske en Wiske getekend door Dirk Stallaert op scenario van Corteggiani. Willy Vandersteen had een opzet bedacht voor dit verhaal in 1959, met de bedoeling dit in de Blauwe reeks te publiceren, maar hij was nooit verder gekomen dan vier halve platen.
Corteggiani overleed in 2022 op de dag van zijn 69e verjaardag.